# Finnbjörn Þorvaldsson
Finnbjörn Þorvaldsson (ur. 25 maja 1924 w Hnífsdalur, zm. 9 lipca 2018) – islandzki lekkoatleta.

## Początki
Początkowo sprawdzał się w różnych dyscyplinach – w piłce ręcznej, koszykówce i gimnastyce, lecz zdecydował się na lekkoatletykę.

## Kariera lekkoatletyczna
W 1946 był 6. w biegu na 100 metrów w mistrzostwach Europy.
W 1948 wziął udział w igrzyskach olimpijskich, na których wziął udział w biegu na 100 m, sztafecie 4 × 100 m i skoku w dal. W zawodach na 100 m odpadł w pierwszej rundzie, zajmując ostatnie, 5. miejsce w swoim biegu eliminacyjnym, sztafeta z jego udziałem uplasowała się na 4. pozycji w swoim biegu eliminacyjnym z czasem 42,9. W skoku w dal był 7. w swojej grupie eliminacyjnej z wynikiem 6,89, co dało mu 14. lokatę w kwalifikacjach. Był chorążym reprezentacji Islandii na tych igrzyskach
W 1950 dotarł do finału mistrzostw Europy.
Wielokrotnie zostawał mistrzem kraju.

## Rekordy życiowe
- 100 m – 10,5 (1949)
- skok w dal – 7,16 (1948)